# Riemsdorf

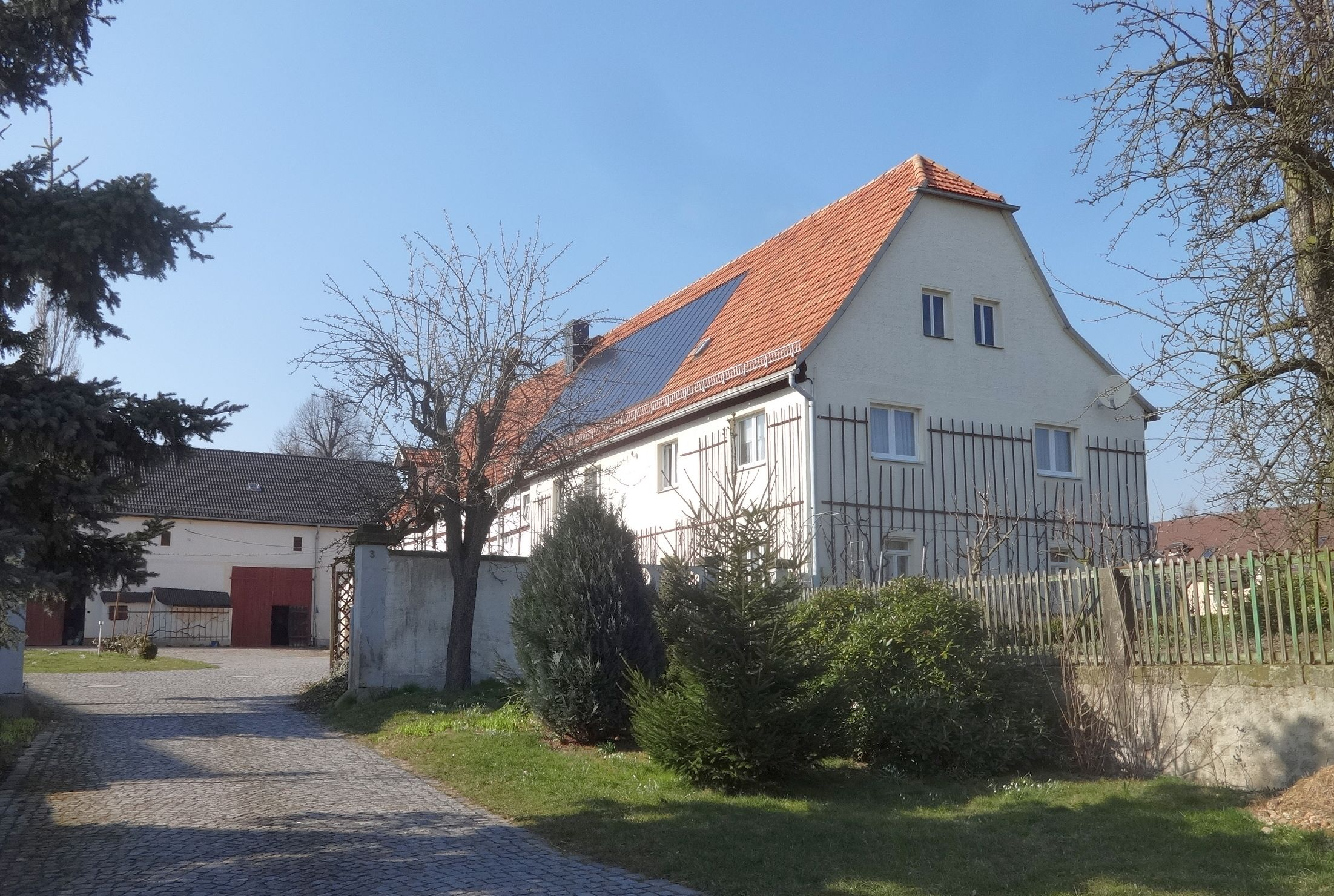
Ehemaliger Dreiseithofes in Riemsdorf (Zum Lindenhof 3)

Riemsdorf ist ein Ortsteil der Ortschaft Scharfenberg in der Gemeinde Klipphausen im Landkreis Meißen, Sachsen.

## Geographie
Riemsdorf liegt südlich von Meißen im Meißner Hochland. Im Ort nimmt das Riemsdorfer Wasser seinen Anfang, das den Reichenbacher Teich durchfließt und durch das Rehbocktal bei Batzdorf der Elbe zufließt. Westlich von Riemsdorf beginnt ein Nebental der Kleinen Triebisch. Das Dorf ist umgeben von den anderen Scharfenberger beziehungsweise Klipphausener Ortsteilen Polenz im Nordwesten, Spittewitz im Norden, Reichenbach im Nordosten und Naustadt im Osten. Südlich und westlich benachbart liegen die Klipphausener Ortsteile Ullendorf und Kobitzsch. Durch Riemsdorf führt die sächsische Staatsstraße 177, die in der Zeit der DDR Fernverkehrsstraße 177 hieß. Mehrere Gebäude im Ort sind als Kulturdenkmal geschützt (siehe Liste der Kulturdenkmale in Riemsdorf).

## Geschichte

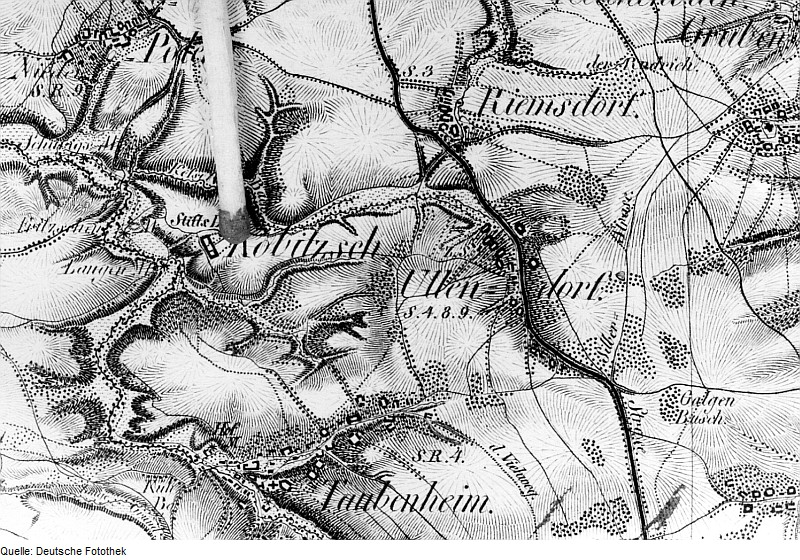
Riemsdorf mit umliegenden Orten auf einer Karte aus dem 19. Jahrhundert

Am südlichen Ortsausgang liegt im nordwestlichen Winkel der Kreuzung der S 177 mit dem Riemsdorfer Weg ein bronzezeitliches Gräberfeld.
Erstmals urkundlich erwähnt wurde Riemsdorf 1350 als „Rywensdorf“. Der Ortsname wandelte sich unter anderem über die Stationen „Rymisdorff“ (1428) und „Rymerschdorf“ (1543) hin zur heutigen Form. Im Jahr 1465 fand ein Vorwerk in „Rybistorp“ Erwähnung, das vermutlich an der Stelle des nördlichen Bauerngutes lag. Verwaltet wurde das Dorf vom Erbamt Meißen. Die Grundherrschaft übten die Herren des Rittergutes Scharfenberg aus. Die meisten der ursprünglich neun Gehöfte fielen 1820 einem Brand zum Opfer. Das Zeilendorf verfügte im Jahr 1900 über eine 194 Hektar große, teilweise gewannähnliche Block- und Streifenflur. Am 1. Juli 1950 erfolgte die Eingemeindung der bis dahin selbstständigen Gemeinde nach Scharfenberg, das seit dem 1. Januar 1999 gemeinsam mit den Ortschaften Klipphausen und Gauernitz die Gemeinde Klipphausen bildet.

### Einwohnerentwicklung
| Jahr | Einwohner                               |
| ---- | --------------------------------------- |
| 1547 | 7 besessene Mann, 1 Häusler, 8 Inwohner |
| 1764 | 7 besessene Mann, 1 Häusler             |
| 1834 | 74                                      |
| 1871 | 101                                     |
| 1890 | 109                                     |
| 1910 | 90                                      |
| 1925 | 93                                      |
| 1939 | 89                                      |
| 1946 | 134                                     |